# Făgetu Ierii, Cluj
Făgetu Ierii (denumit și Făgetul Ierii sau Bicălat; magh. Bikalat) este un sat în comuna Iara din județul Cluj, Transilvania, România.
Pe Harta Iosefină a Transilvaniei din 1769-1773 (Sectio 108) satul Făgetu Ierii apare sub numele de Bikalat.

## Date geografice
Altitudinea medie: 483 m.

## Drumuri secundare și poduri romane
In Bazinul Iara au fost identificate câteva drumuri secundare și poduri romane. Un drum secundar roman trecea pe lângă acest sat.
Un pod roman, relativ încă bine conservat, se află lângă Făgetu Ierii, peste Pârâul Furcilor. Coordonatele acestui pod: 46,541781 23,508412 (N46° 32' 30.412" E23° 30' 30.283").
Pârâul Furcilor se numește așa aici existând în trecut cel puțin o „furcă“ (loc de execuție publică, marcată cu semnul π Pi pe harta iozefină din 1769-73, Sectio 108). „Furca“ a putut fi o spânzurătoare sau o țeapă de tras condamnații pe țeapă.

## Lăcașuri de cult
- Biserica de lemn din Făgetu Ierii

## Date economice
Zăcământul eocen de nisip cuarțos de la Făgetu Ierii a fost exploatat în carieră cu începere din anul 1930. Nisipul avea o puritate de peste 90% SiO2 fiind utilizat pentru turnătorie, cărămizi refractare (SILICA Turda) și în industria sticlei.
In perioada postbelică a fost exploatat pe rând de Salina Ocna Mureș, filiala IARAMIN S.A., apoi Sucursala Minieră Poiana-Ruscă Teliuc, producția anuală atingând 100.000 tone.
Exploatarea nisipului a fost sistată în anul 2006 în urma unei dispoziții guvernamentale.
In zonă a existat și un iaz de decantare a nisipului.

## Bibliografie

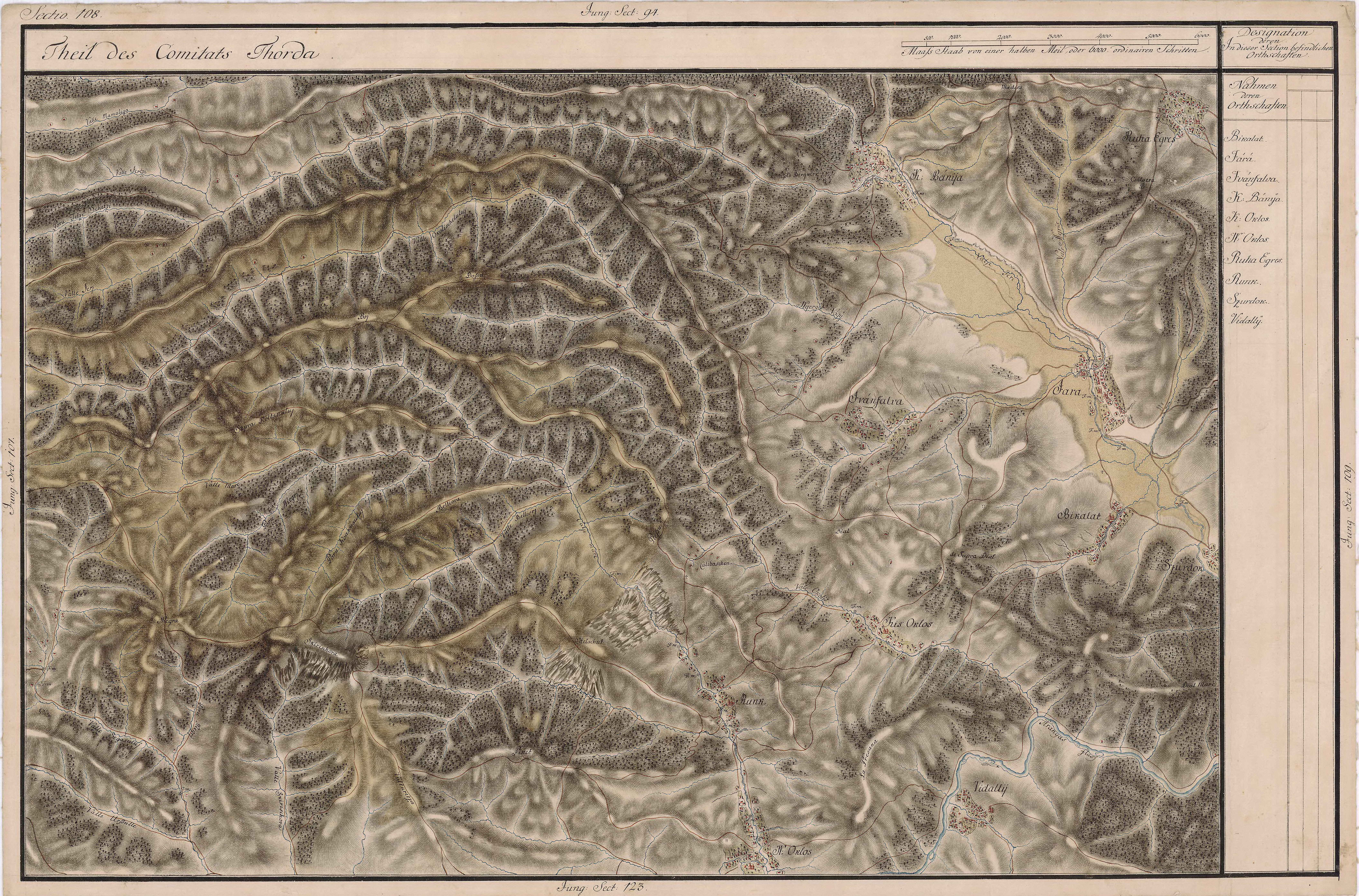
Făgetu Ierii (Bikalat) pe Harta Iosefină a Transilvaniei, 1769-1773, Sectio 108

## Galerie de imagini

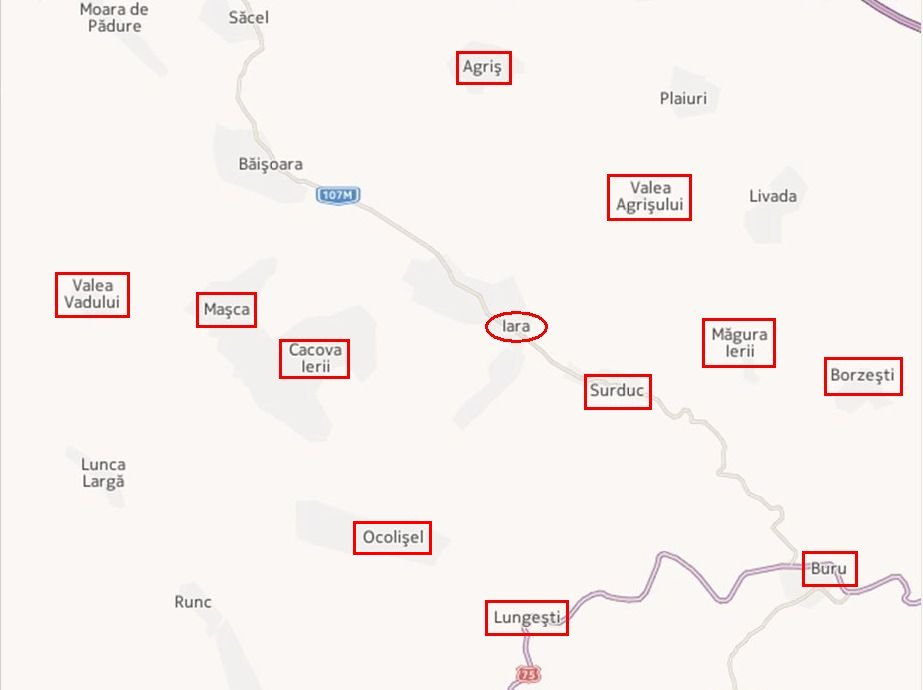
Comuna Iara și satele componente